# Lethe sicelides
Lethe sicelides är en fjärilsart som beskrevs av Grose-smith 1893. Lethe sicelides ingår i släktet Lethe och familjen praktfjärilar. Inga underarter finns listade i Catalogue of Life.